# Niccolò Acciaiuoli
|  | Aquest article tracta sobre comte italià medieval. Vegeu-ne altres significats a «Niccolò Acciaiuoli (bisbe)». |

Niccolò Acciaiuoli (1310-1365) fou un noble napolità. Fill de Guglielmina de'Pazzi i d'Acciaiolo i net de Guidalotto Acciaiuoli. Era d'una branca bastarda, car el seu pare, com diu Filippo Villani el 1747, era «nascut naturalment i una mica menys que legítim». Era gran senescal de la reina Joan I de Nàpols. Va dirigir les operacions contra Frederic III de Sicília fins a la conquesta de Messina el 1356.
Acciaiuoli va anar a Nàpols el 1331 per dirigir els interessos bancaris de la família. El 1335, el rei Robert el va nomenar cavaller, li va confiar la cura del seu nebot Lluís de Tàrent i li va atorgar una sèrie de feus a la Pulla i a Grècia.
Va morir a Nàpols el 8 de novembre de 1365.

## Possessions i funcions
Fou comte de Terlizzi i Satriano des del 1348, però va canviar el feu el 1349 pel comtat de Melfi (primer comte de Melfi, amb Melfi, Rapolla, Cisterna i Spinazzola). Fou també comte de Gerace (amb Tropea i Seminara) des del 1349. Comte palatí de Nàpols des del 1348, baró de Calamata, Vostitza i Nivelot des del 1338, senyor sobirà de Corint des del 1358, senyor de Gioia, Canossa, Corneto i Palo des del 1348, senyor de Ginosa i Matera des del 1348 al 1349, senyor del castell de Sant’Elmo (a Nàpols) des del 1348, senyor de Tramonti, Roccapiemonte, Maiori, Gragnano, Pino, Scafati, Nocera dei Pagani i Lettere des del 1349, senyor dei Cava, Buccino, San Marzano, Valle i Civitella d'Abruzzo des del 1349 (bescanviat per Matera i Ginosa), 
Ambaixador del Regne de Nàpols a la república de Florència des del 1341 i gran senescal del regne de Sicília des del 1348, capità general del ducat de Calàbria des del 1349, capità general de l'expedició napolitana a Sicília el 1354, senador de Roma des del desembre del 1359, comte (governador) de la campanya romana i rector del Patrimoni de Sant Pere (desembre del 1359), ambaixador del papa a Milà (desembre del 1359), sotsgovernador de Romanya (octubre del 1360).